# Loriculus aurantiifrons
Papagaio-morcego-da-papua ou lorito-papua (Loriculus aurantiifrons) é uma espécie de ave da família Psittacidae.
Pode ser encontrada nos seguintes países: Indonésia (Nova Guiné Ocidental) e Papua-Nova Guiné.
Os seus habitats naturais são: florestas subtropicais ou tropicais húmidas de baixa altitude.